# Arcadia (série de televisão)
Arcadia é uma série de televisão belga-neerlandesa de ficção científica criada por Philippe De Schepper e Bas Adriaensen e dirigida por Tim Oliehoek. Uma segunda temporada está em produção.

## Elenco
- Gene Bervoets como Pieter Hendriks
- Monic Hendrickx como Cato Christiaans
- Abigail Abraham como Milly Hendriks
- Lynn Van Royen como Luz Hendriks
- Melody Clover como Alex Jans
- Ellie de Lange como Hanna Jans
- Maarten Heijmans como Marco Simons
- Natali Broods como Lena Harms
- Wim Opbrouck como Jaak Philips

## Lançamento
Os dois primeiros episódios estrearam no Festival de Cinema de Ostend em 3 de fevereiro de 2023. A série de oito episódios foi exibida semanalmente nos canais de televisão VRT (Eén) e NPO 3 (KRO-NCRV) a partir de 19 de março de 2023.  No mesmo dia, todos os episódios foram disponibilizados no serviço público de streaming flamengo VRT MAX e no holandês NPO Plus.